# (20572) Celemorrow
(20572) Celemorrow (1999 RN137) – planetoida z grupy pasa głównego asteroid okrążająca Słońce w ciągu 4,93 lat w średniej odległości 2,9 j.a. Odkryta 9 września 1999 roku.